# جوزيف فيليب كرم
كان جوزيف فيليب كرم (1923-1976) مهندسًا لبنانيًا، فقد كان شخصية رائدة في عمارة الحداثة في لبنان خلال العصر الذهبي للبلاد منذ عام 1945 حتى عام 1975، أسس كرم أتيلييه العمارية لجوزيف فيليب كرم في أواخر الأربعينيات.

## حياته
ولد جوزيف فيليب كرم في بيروت عام 1923، وهو الطفل الرابع لفيليب وشفيع كرم، كانت عائلته من المسيحيين الموارنة من قرية بيت الدين التاريخية في جبال الشوف جنوب شرق بيروت، التحق بالمدرسة الابتدائية والثانوية في بيروت في مدرسة سيدة الجمهور.
تخرج كرم في دبلومات في الرياضيات والهندسة والهندسة المعمارية في عام 1946 من جامعة القديس يوسف المدرسة الفرنسية للمهندسين المعماريين (ESIB).
في عام 1951 تزوج منى جورج حايك خريجة كلية الحقوق، كانت منى شقيقة مؤسس مجموعة سواتش الراحل نيكولا حايك.
كان كرم شغفًا بالهندسة المعمارية الحديثة، وقد كان عاملاً متعطشًا ومعروف عنه النهوض مبكرًا والعمل في وقت متأخر حتى المساء وفي عطلات نهاية الأسبوع.

## المشاريع المنجزة
خلال حياته القصيرة كان كرم مصممًا منتجًا وبانيًا، وتشمل مشاريعه المنجزة -على سبيل المثال لا الحصر-:
المباني متعددة الاستخدامات والمكاتب والمباني التجارية والمؤسسات:
- مركز مدينة بيروت (بيروت سيتي سنتر) بلبنان
- فندق فينيسيا المرحلة الثانية، فقد تم تصميم المرحلة الأولى من قبل إدوارد دوريل ستون ببيروت في لبنان
- منتجع أكوامارينا البحري المرحلة الأولى بجونيه في لبنان، تم تصميم المرحلة الثانية في الثمانينات من قبل نجل كرم فادي كرم.
- مبنى الملكة بجدة في المملكة العربية السعودية
- فندق قندرة بجدة في المملكة العربية السعودية
- معرض فيليبس ببيروت في لبنان
- بنك لبنان اللبناني ببيروت في لبنان
- مبنى لا جوندول ببيروت في لبنان
- مبنى الدورادو شارع الحمرا ببيروت في لبنان
- مدرسة الفندق بجونيه في لبنان

المباني السكنية
- بناء الغابات ببيروت في لبنان
- مبنى كرم ببيروت في لبنان
- بناء على شارع فردان ببيروت في لبنان
- مبنى شمس ببيروت في لبنان
- مشاريع متعددة في غابة الصنوبر ببيروت في لبنان
- مشاريع متعددة في واجهة الروشة البحرية ببيروت في لبنان
- فيلا تابت ببيروت في لبنان

## أضرار الحرب
تعرضت عدة مباني لكرم لأضرار جسيمة خلال الحرب الأهلية اللبنانية.
مركز مدينة بيروت : من بين مشاريع كرم المؤثرة كان بيروت سيتي سنتر، حيث تم بناء هذا المجمع في عام 1966 وهو مجمع متعدد الاستخدامات شمل مبنى للمكاتب وسينما على شكل بيض ومركز تجاري كان في ذلك الوقت الأكبر في الشرق الأوسط، وقد تعرض مركز مدينة بيروت لأضرار بالغة خلال الحرب الأهلية اللبنانية، ففي التسعينيات تم هدم المجمع باستثناء السينما الشهيرة، وقد نجت «البيضة» (التي تسمى أحيانًا القبة أو الصابون) وأصبحت على مر السنين رمزًا للطليعة قبل الحرب، كما ألهمت الفنانين والمهندسين المعماريين لاقتراح عدد من الأفكار لإعادة التأهيل.
الحديث عن هدم محتمل في العقدين الماضيين قد حشد الطلاب والمهندسين المعماريين لصالح الحفاظ عليها، وأكد أصحاب الموقع الحاليون رغبتهم في الحفاظ عليه وإدماجه في مشروع جديد.
فندق فينيسيا: في الستينيات فاز كرم بلجنة المرحلة الثانية من فندق فينيسيا في الجزء الزمني من سلسلة فنادق إنتركونتيننتال المملوكة لشركة الخطوط الجوية الأمريكية، وتم تصميم المرحلة الأولى وهي مبنى خرساني منخفض الارتفاع مقابل باي دي سانت جورج والبحر الأبيض المتوسط من قبل المهندس المعماري الأمريكي إدوارد دوريل ستون في الخمسينيات، وقد حاكي كرم مظهر ستون الخارجي في الإضافة الجديدة الشاهقة، بينما وضع بصمته الخاصة على التوسع الكبير لمنطقة الردهة والديكورات الداخلية.
في خريف عام 1975 اندلعت معركة الفنادق على الواجهة البحرية لبيروت، حيث حرضت رجال الميليشيات في فندق فينيسيا ضد أعدائهم في فندق هوليداي إن القريب، تم حرق وتخريب كلا الفندقين وبقيا غير مستخدمين حتى نهاية الحرب، ثم تم تجديد فندق فينيسيا في التسعينات واستعاد مكانته كواحد من أفخم فنادق بيروت.

## وفاته
توفي بسبب سكتة قلبية في 9 أبريل 1976 بينما كان في رحلة عمل.
في 9 أبريل 2016 نشرت صحيفة لوريون لوجور اللبنانية اليومية عن جوزيف فيليب كرم رائد الهندسة المعمارية.

## روابط خارجية
- الموقع الرسمي لجوزيف فيليب كرم

## طالع أيضًا
- قائمة المعماريين اللبنانيين